# Trasa W-Z (Warschau)

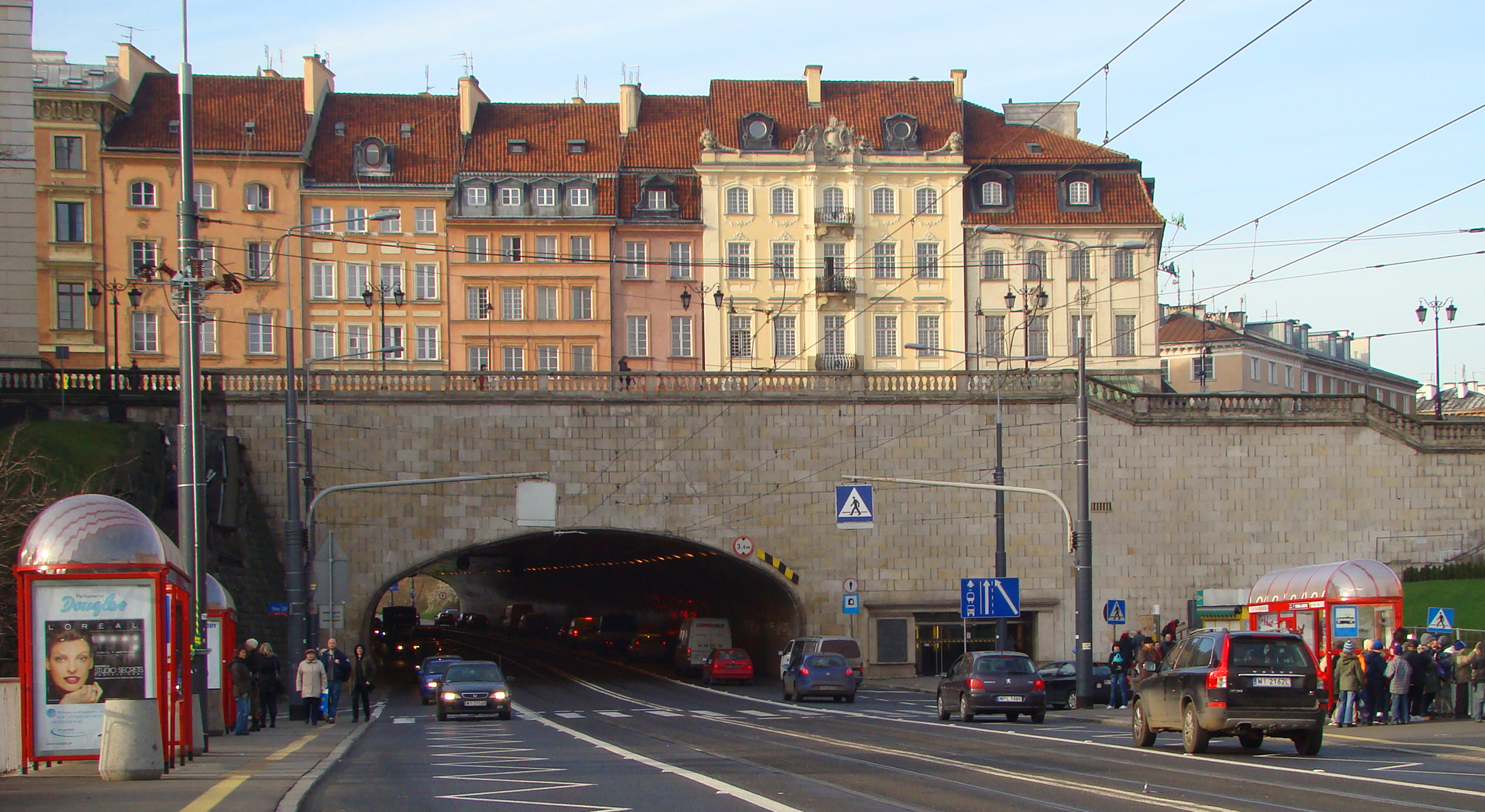
Einfahrt zum Tunnel unter dem Schlossplatz aus ostwärtiger Richtung

Verlauf der Trasa W-Z (rot) in der Warschauer Stadtmitte über die Weichsel (blau)

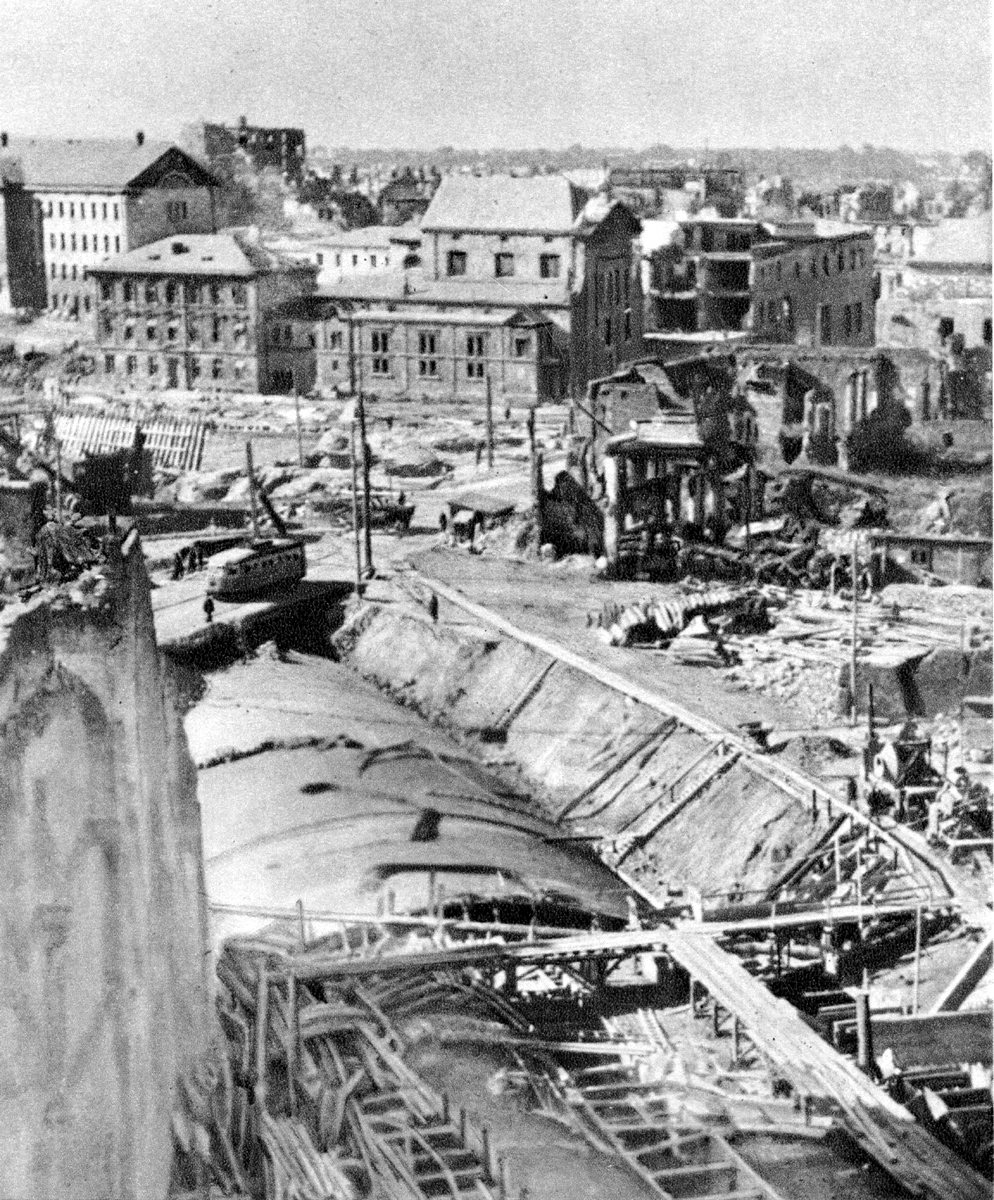
Der Bau des Tunnels in der Endphase (1948). Im hinteren Teil wurde die Miodowa bereits wiederhergestellt (Linienbus passiert gerade), rechts die Reste der Ruinen des später wiederaufgebauten Branicki-Palastes, in der Bildmitte hinten sind die Anlage des Kapuzinerordens und das Gebäude des Bezirksgerichtes erkennbar.

Die Trasa W-Z (Trasa Wschód-Zachód, deutsch: Ost-West-Trasse) war die erste große Infrastrukturinvestition der Stadt Warschau nach dem Zweiten Weltkrieg. Die Verkehrsmagistrale entstand in den Jahren 1947 bis 1949 und übernahm nach ihrer Inbetriebnahme eine wichtige Rolle beim Transitverkehr in Ost-West-Richtung. Auch wenn sie heute nicht mehr die wichtigste Ost-West-Schnellstraße der Stadt ist, ist sie noch immer stark befahren. Ihre wesentlichen Bestandteile sind die Śląsko-Dąbrowski-Brücke sowie die Untertunnelung des Warschauer Schlossplatzes.

## Geschichte
Am 4. Juli 1947 entschied sich der polnische Staatspräsident Bolesław Bierut für den Bau einer neuen Verkehrsmagistrale durch Warschaus Stadtmitte in Ost-West-Richtung. Vorausgegangen war dieser Entscheidung eine rund zweijährige Auseinandersetzung zwischen dem Biuro Odbudowy Stolicy (BOS) und dem polnischen Verkehrsministerium. Bereits vor dem Krieg und später während der Besetzung Polens durch deutsche Truppen, war an der Idee einer solchen neuen Magistrale gearbeitet worden. Durch die Anlage der neuen Verkehrstraße in Verbindung mit der Untertunnelung des Schlossplatzes sollte der Durchgangsverkehr vom lokalen Verkehr entflochten werden. Bis zum Bau der Trasa W-Z lief der aus Osten über die Most Kierbedzia kommende Verkehr direkt über den Schlossplatz und ergoss sich in die dort angrenzenden, engen Straßen mit alter Bausubstanz. Die Untertunnelung und Anlage einer neuen Verkehrstraße ab dem Schlossplatz versprach eine erhebliche Entlastung am Beginn der Krakowskie Przedmieście und eine Verflüssigung der zunehmenden Ost-West-Verkehrsströme.

### Biuro Odbudowy Stolicy
Leitende Architekten und Stadtplaner im BOS, die an dem Projekt beteiligt waren, waren Józef Sigalin, Jan Knothe, Stanisław Jankowski und Zygmunt Stępiński. Sie beschäftigten bis zu 163 Mitarbeiter bei der Planung, obwohl das Verkehrsministerium den Vorschlag bereits im Vorfeld abgelehnt hatte, weil es der zur Durchführung notwendigen Zerstörung noch intakter Wohngebäude im stark zerstörten Warschau nicht zustimmte. Nachdem jedoch Bierut von den BOS-Leitern überzeugt werden konnte, wurde im Sommer 1947 mit der Verwirklichung des ambitionierten Projektes begonnen.
Zunächst musste die alte Auffahrt zur Überwindung der Weichselböschung von der Most Kierbedzia zum Schlossplatz, das „Pancer“-Viadukt (Straßenname Nowy Zjazd), sowie weitere Bebauung im Vorfeld wie hinter dem Schlossplatz abgerissen werden. Der Tunnel, der heute unter dem Schlossplatz, der Ulica Senatorska sowie der Ulica Miodowa verläuft, wurde offen gebaut. Erst nach seiner Fertigstellung wurden die darüberliegenden historischen Häuserzeilen (Krakowskie Przedmieście Nr. 79–89 und Ulica Senatorska 1–11) am Schlossplatz sowie Teile der historischen Objekte (vor allem des Branicki-Palastes) – deren Ruinen zunächst abgetragen wurden – an der Miodowa wiederaufgebaut.
Der Tunnel wurde komplett mit glasierten Keramikfliesen und Klinkerziegeln ausgestattet.

### Erste Rolltreppe Warschaus
Kurz vor der Einfahrt des neuerstellten Straßenviadukts in den Tunnel wurde eine Haltestelle für den ÖPNV (Busse und Straßenbahnen) eingerichtet. An dieser Haltestelle wurde ein Rolltreppenschacht zum 12 Meter höherliegenden Schlossplatz gebaut. Die hier installierten drei Rolltreppen waren die ersten Warschaus, wurden aus Moskau (Firma Metrostroj, russisch: Метрострой) geliefert und von sowjetischen Spezialisten montiert. Erst im Jahr 2005 wurden sie durch eine Anlage von ThyssenKrupp ersetzt, nachdem sie schon einige Jahre nicht mehr funktionierten. Die bei der von Porr durchgeführten Totalsanierung des Fahrstuhlschachtes ausgebaute alte sowjetische Antriebsmaschine wurde in das Warschauer Technikmuseum verbracht. Die pompöse, teilweise bereits sozrealistische Gestaltung des Treppenschachtes mit Holzpanelen und Skulpturen von Jerzy Jarnuszkiewicz lehnte sich an die Ausstattung der Moskauer Metro an; der Ausgang am Schlossplatz befindet sich im John-Haus.
Von 1947 bis 1949 wurde die Śląsko-Dąbrowski-Brücke anstelle der alten Most Kierbedzia errichtet. Zum Teil konnten dabei Pfeiler des alten Baus wiederverwendet werden.
Dem völlig neu entstandenen Straßenverlauf ab dem Schlossplatz bis zum Plac Bankowy fiel die dort noch vorhandene Vorkriegsbebauung zum Opfer. Vor allem – teilweise noch wiederaufbaufähige – Mietshäuser mussten abgerissen werden. Um den Przebendowski-Palast zu erhalten, setzten sich die Traditionalisten im BOS erfolgreich für den Bau einer Umführung der hier zweigeteilten Trasa W-Z ein. Bis etwa zum Palast erfolgte eine Ausschachtung zur Trassenführung entlang des Komplexes des Kapuzinerklosters und der Kirche der Verklärung Christi (polnisch: Kościół Przemienienia Pańskiego), der Südwestspitze des Pac-Palastes sowie des Gebäudes der Hypothekenabteilung des Bezirksgerichtes.
Von 1949 bis 1950 entstand am westlichen Ende der Trasa W-Z das „Kino W-Z“ nach einem Entwurf des Kinoarchitekten Mieczysław Piprek. Das Kino wurde bis 1991 betrieben, später befand sich hier der Club „Fugazi Music Pub“ und der Lebensmitteleinzelhändler „Grosz“. Das Gebäude steht heute unter Denkmalschutz.
Im Jahr 2009 kam es an Mauern der südlich oberhalb des Tunnels direkt an der hier steil abfallenden Weichselböschung gelegenen St.-Anna-Kirche zu Rissen, da bei Ausbesserungsarbeiten an der Trasa W-Z ein Teil dieser Böschung abgerutscht war.

### Bedeutung
Die Trasa W-Z wurde nach ihrer Fertigstellung zu Ehren des heute umstrittenen polnischen Generals Karol Świerczewski als Ulica Świerczewskiego bezeichnet. Infolge der politischen Wende in Polen heißt sie seit 1991 Aleja Solidarności.
Zeitgleich mit der Trasa W-Z wurde südlich des neuen Viadukts die Siedlung Mariensztat errichtet. Die Trasa W-Z mit ihrem Tunnel, dem Viadukt und der neuen Brücke sowie die Mariensztat-Siedlung waren die ersten großen Wiederaufbauprojekte im zerstörten Warschau. Ihr Bauabschluss nach einer Rekordbauzeit von nur zwei Jahren und die feierliche Einweihung am 22. Juli 1949 (anlässlich des fünften Jubiläums der Verkündung des Juli-Manifestes der PKWN) hatten eine große politische und stadtplanerische Auswirkung auf den dann folgenden Wiederaufbau Warschaus.

## Verlauf
Die Trasa W-Z ist ein 6,7 Kilometer langer Straßenabschnitt, der heute den Namen Aleja Solidarności trägt. Er beginnt im Warschauer Stadtteil Praga-Północ beim Bahnübergang im Abschluss an die aus Osten kommende Ulica Radzymińska und endet im Stadtteil Wola an der Kreuzung mit der Ulica Młynarska, wo er in die nach Westen führende Ulica Wolska bzw. bereits einige hundert Meter vorher in die sich hier abspaltende historische Ulica Leszno übergeht. Ein Großteil der Trasa W-Z verläuft im Warschauer Innenstadtdistrikt.

## Ansichten

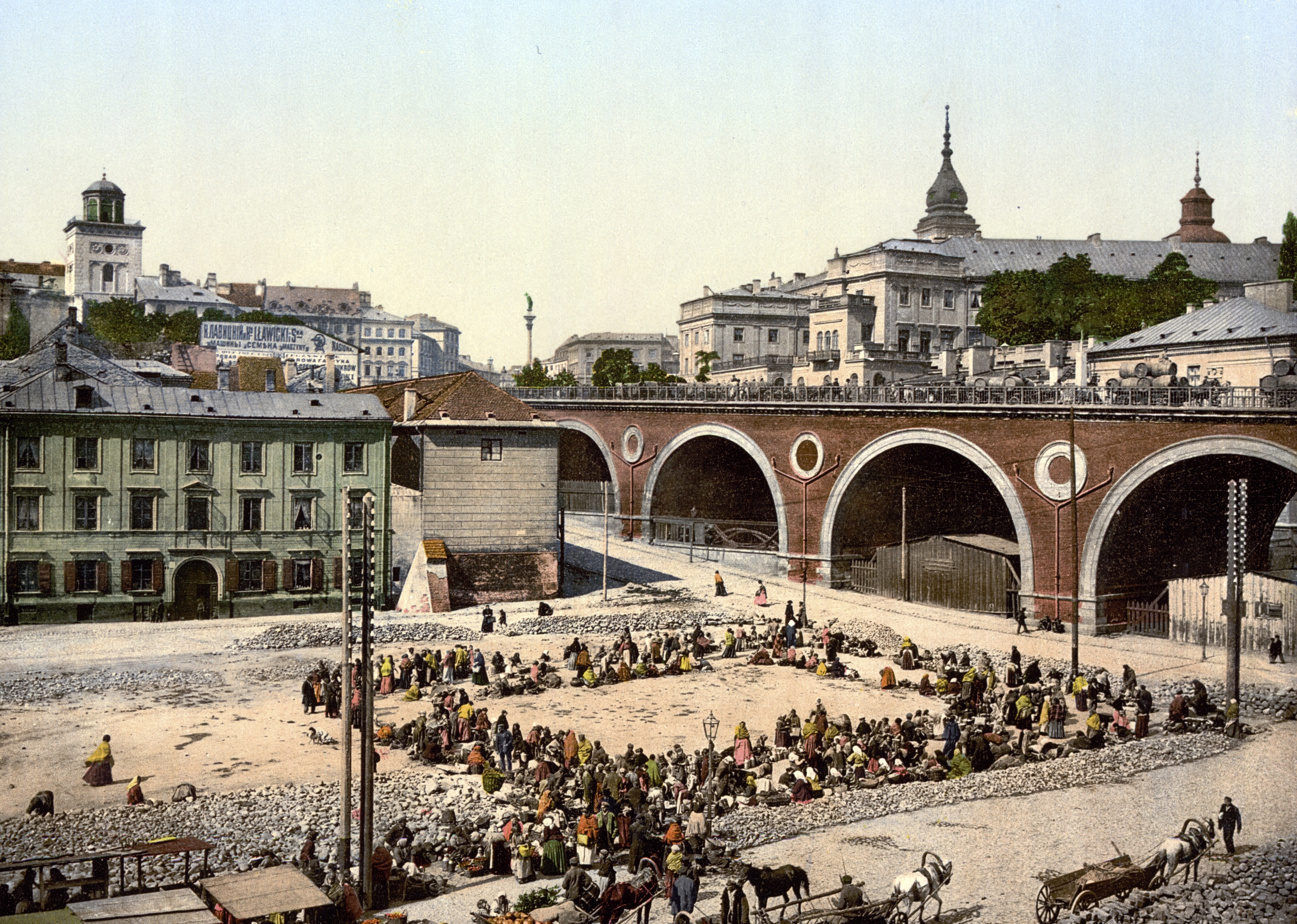
Das frühere „Pancer“-Viadukt etwa um 1900. Im Vordergrund Marktgeschehen auf dem Gelände, auf dem nach dem Krieg die „Mariensztat“ errichtet wurde
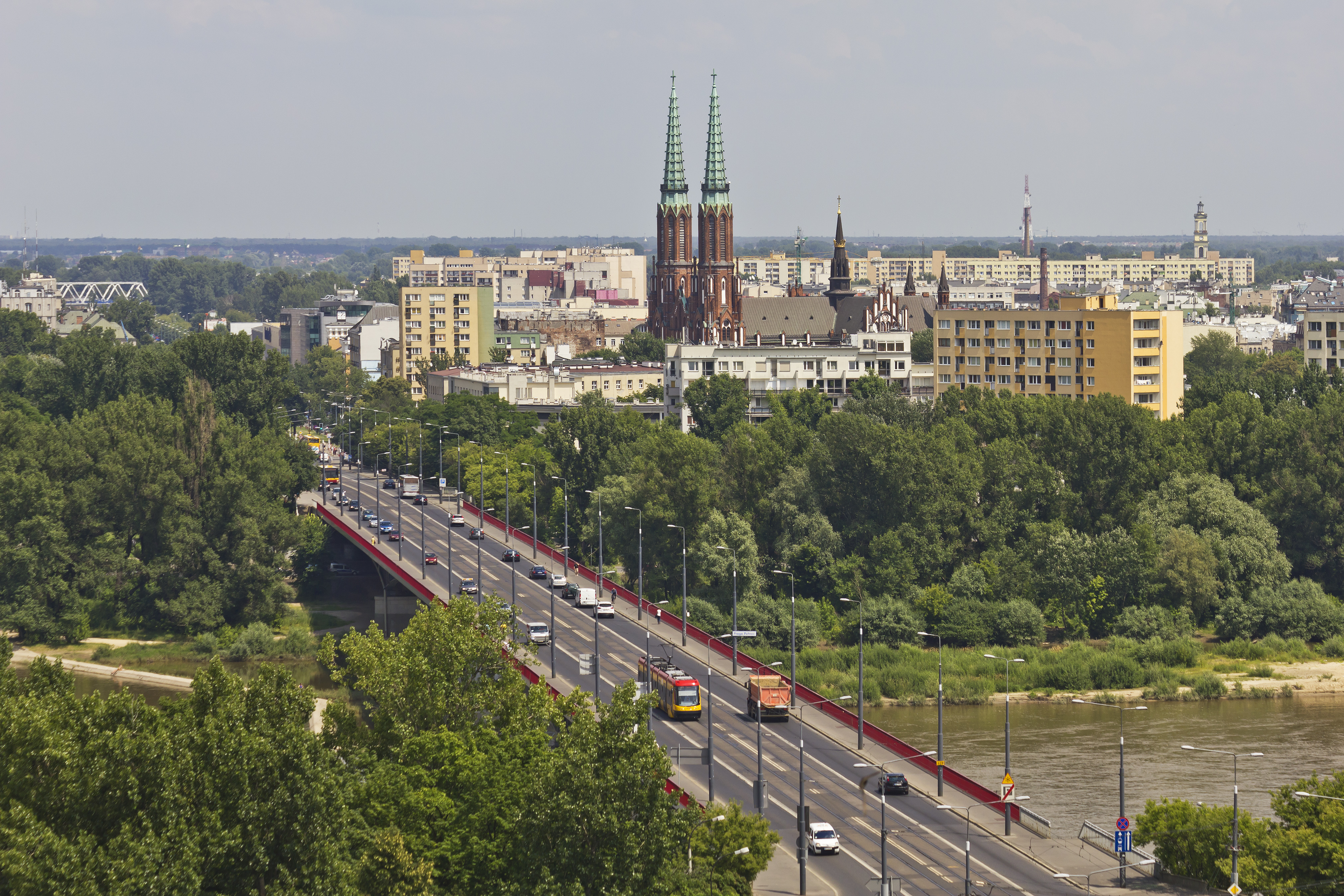
Blick auf die Trasa W-Z vom Schlossplatz in Richtung des Stadtteils Praga
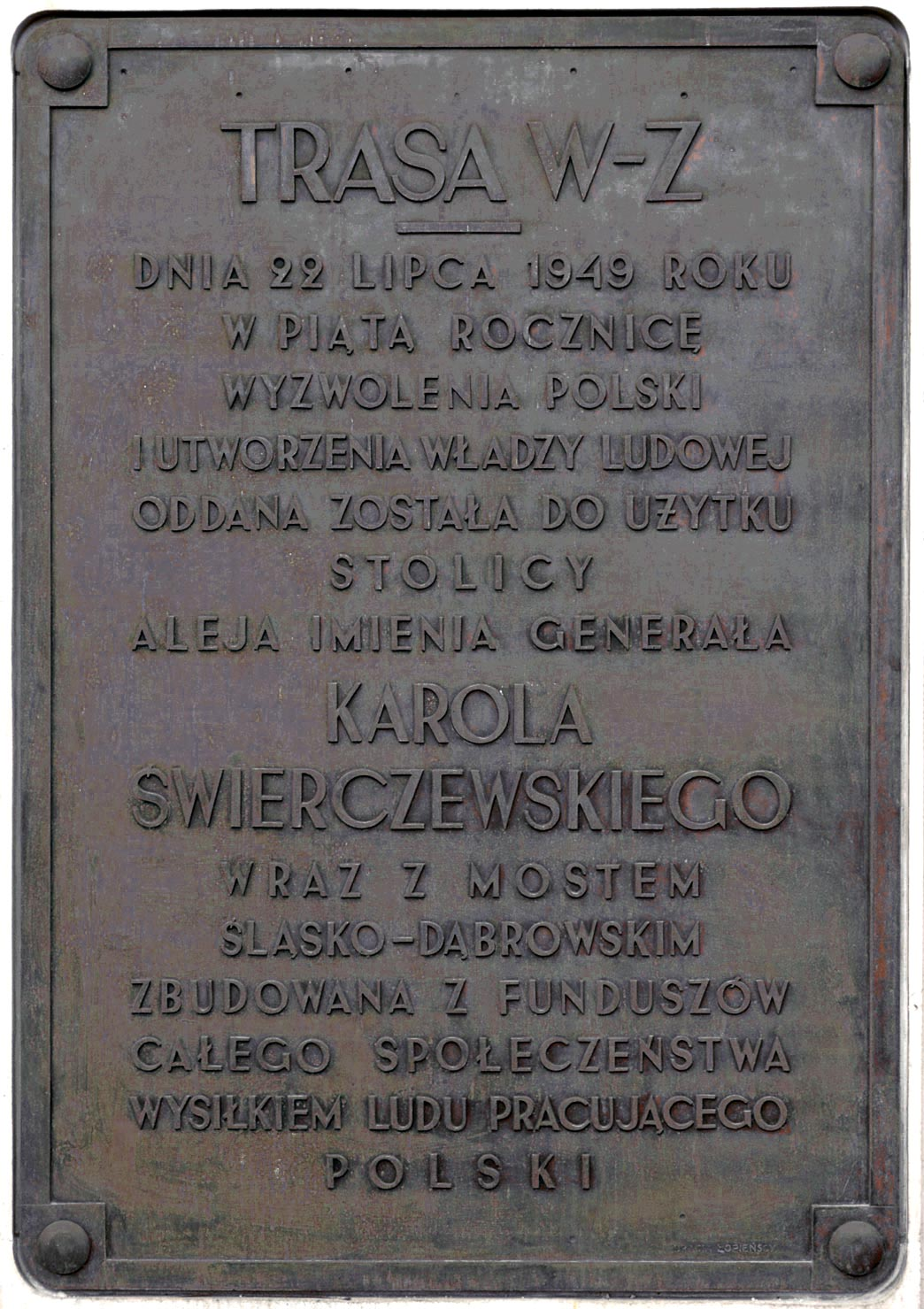
Erinnerungstafel zur Einweihung der Trasa W-Z am 22. Juli 1949
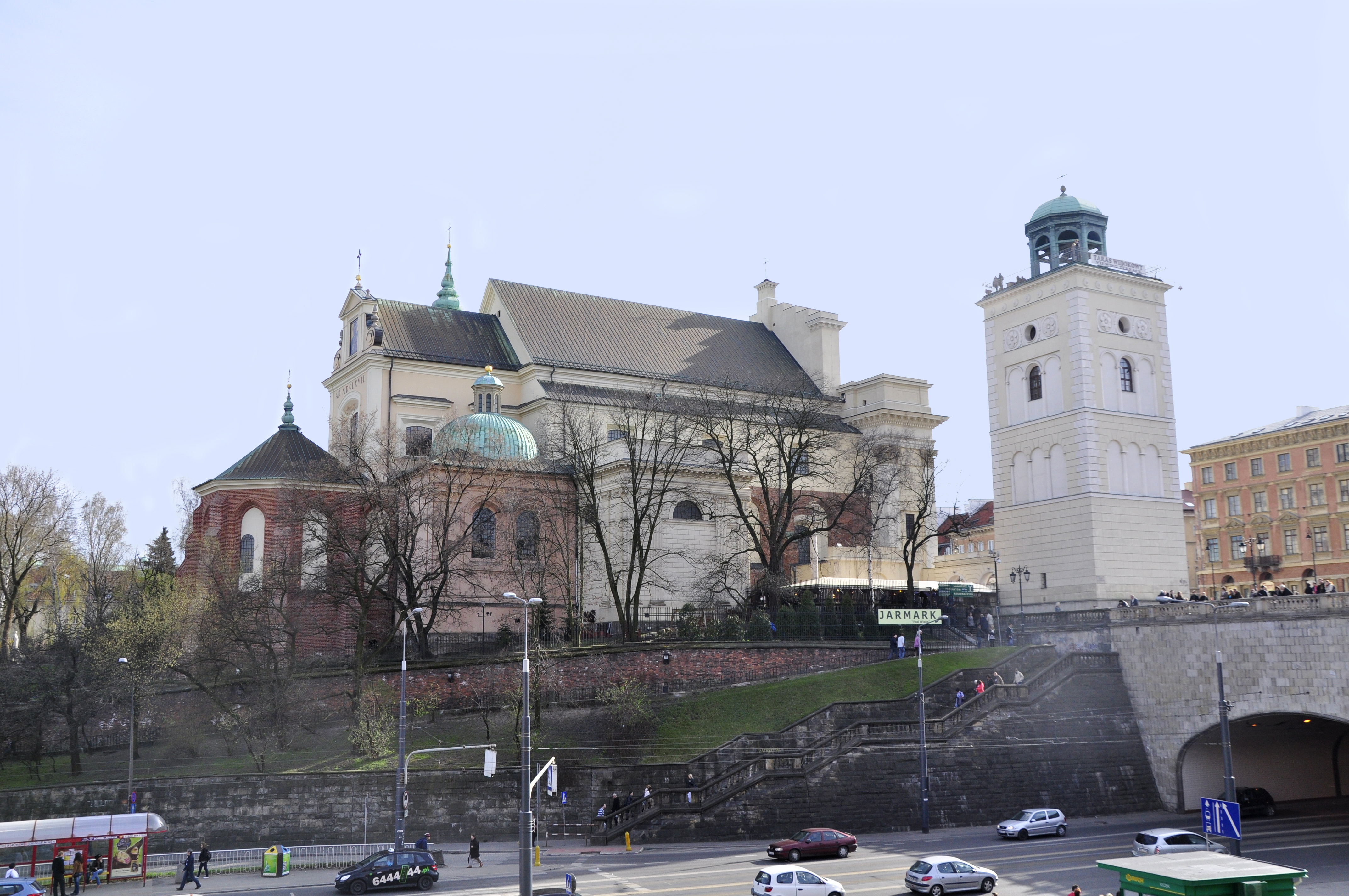
Beschädigungen an der St. Anna-Kirche durch einen Erdrutsch bei Trassen-Bauarbeiten im Jahr 2009
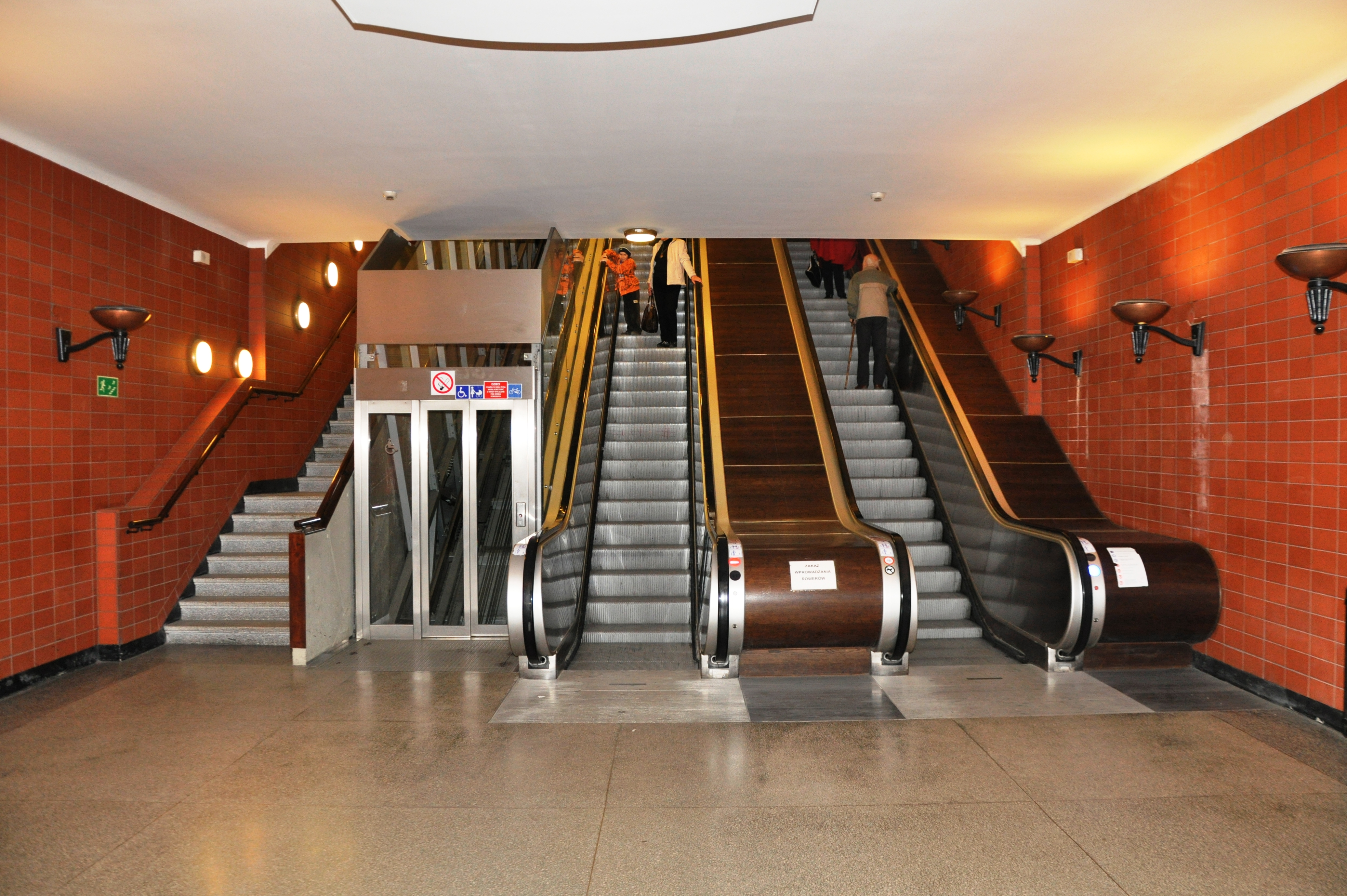
Rolltreppenschacht nach der Sanierung (2010)

## Trivia
Als „Wuzetka“ wird ein spezieller Schokoladen- und Creme-Kuchen aus Warschau bezeichnet, dessen Name gegen Ende der 1940er Jahre entstand und sich vermutlich von der damals vielgenannten Trasa W-Z ableitete.